# Émile Picot

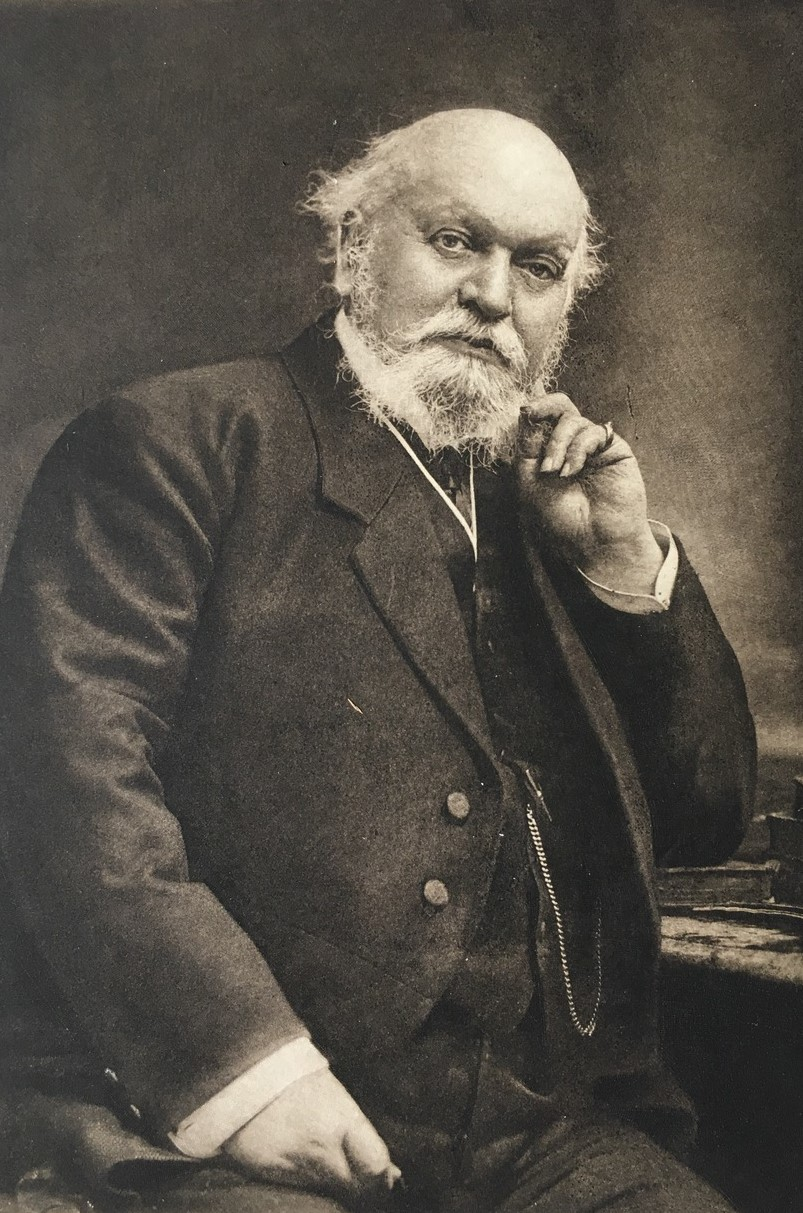

Auguste Émile Picot, född den 13 september 1844 i Paris, död den 24 september 1918, var en fransk språkforskare och bibliograf.
Picot var september 1866-december 1867 kabinettschef åt furst Karl I av Rumänien och 1869-72 fransk vicekonsul i Temesvár. Han förordnades 1876 i Paris till lärare i rumänska École des langues orientales vivantes och var professor där 1880-1910. Bland Picots lärda arbeten kan nämnas Les serbes de Hongrie (1873-74), Greg. Urechi: Chronique des princes de Moldavie, depuis leur origine jusqu'en 1595, avec introduction, traduction, commentaire, table et glossaire (1878-85), Pierre Gringoire et les comédiens italiens sous François I (1877), Noëls de Jehan Chaperon (1879), Farces françaises des XV:e et XVI:e siècles (1880, tillsammans med Kristoffer Nyrop, efter en unik farssamling från Lyon daterad 1619, nu i kungliga biblioteket i Köpenhamn), Bibliographie Cornélienne (1875), La sottie en France (i "Romania", 1878), Les moralités polémiques (1888), Chants populaires des roumains en Serbe (1889), Coup d'æil sur l'histoire de la typographie dans les pays roumains du XVI:e siècle (1895), Le livre et mistère du S:t Adrien (samma år), Chants historiques français du XVI:e siècle (1903) och Recueil général des sotties (2 band, 1902-04). Värdefulla uppsatser av Picot påträffas dessutom i åtskilliga tidskrifter ("Revue de linguistique", "Romania", "Literaturblatt für germanische und romanische Philologie" med flera). Picot blev 1897 ledamot av Institutet. År 1913 tillägnades han en festskrift i 2 band med bidrag av 96 författare, Mélanges offerts à Émile Picot.